# Dascyllus melanurus
Dascyllus melanurus là một loài cá biển thuộc chi Dascyllus trong họ Cá thia. Loài này được mô tả lần đầu tiên vào năm 1854.

## Từ nguyên
Từ định danh melanurus được ghép bởi hai âm tiết trong tiếng Hy Lạp cổ đại: melanós (μελανός; "đen") và ourá (οὐρά; "đuôi"), hàm ý đề cập đến màu đen trên vây đuôi của loài cá này.

## Phạm vi phân bố và môi trường sống
Từ đảo Sumatra (Indonesia), D. melanurus được phân bố trải dài về phía đông đến Vanuatu và Tonga, ngược lên phía bắc đến quần đảo Ryukyu (Nhật Bản) và đảo Jeju (Hàn Quốc), giới hạn phía nam đến bờ đông bắc Úc (bao gồm rạn san hô Great Barrier) và Nouvelle-Calédonie. Tại Việt Nam, D. melanurus được ghi nhận tại cù lao Câu (Bình Thuận) và quần đảo Trường Sa.
D. melanurus sống trên các rạn san hô viền bờ và trong đầm phá ở độ sâu đến ít nhất là 68 m, thường được tìm thấy gần các cụm san hô Acropora.

## Mô tả

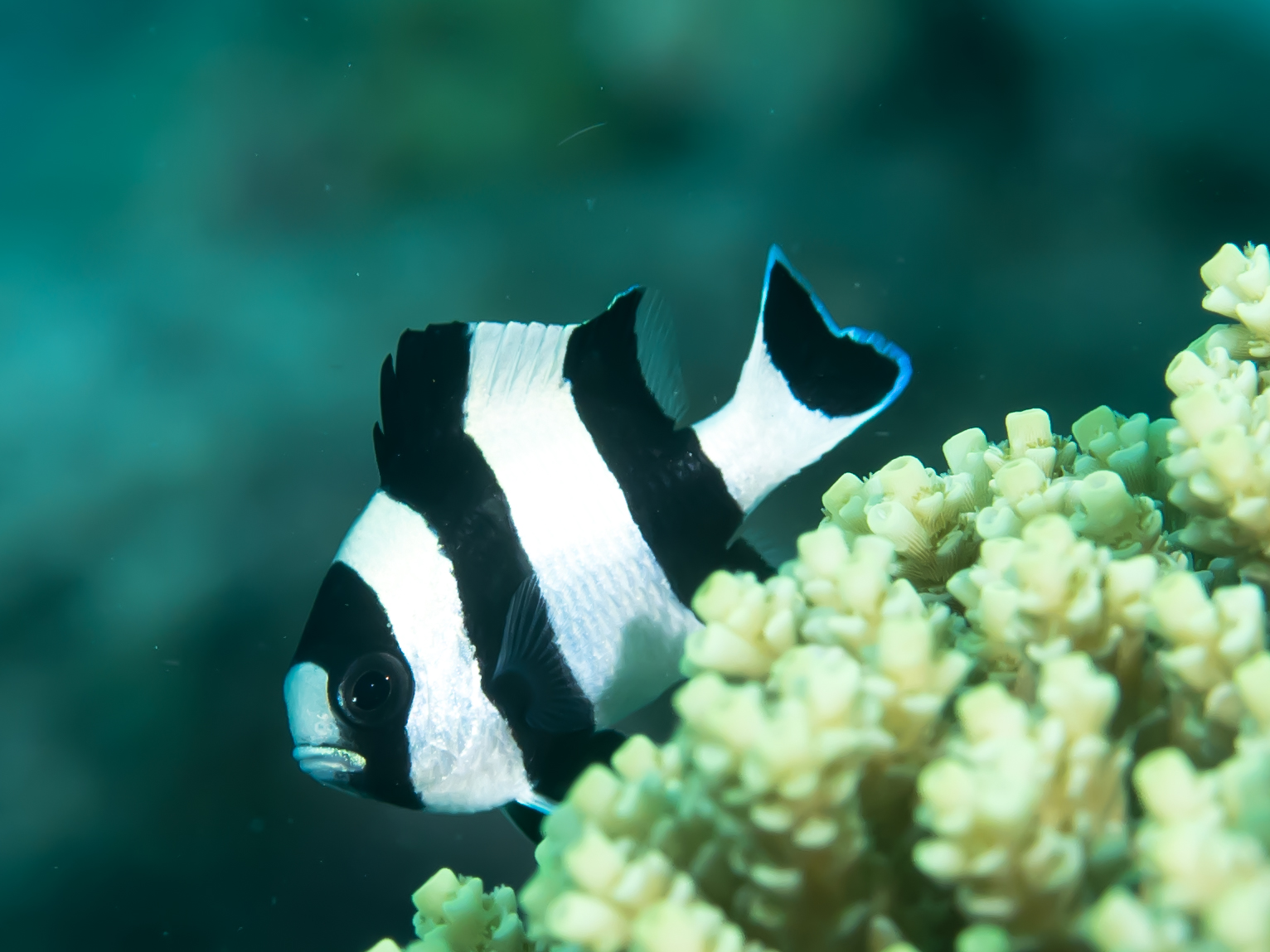
D. melanurus trên một cụm san hô

Chiều dài cơ thể tối đa được ghi nhận ở D. melanurus là 8,5 cm. Giống như hai loài trong phức hợp, Dascyllus aruanus và Dascyllus abudafur, D. melanurus cũng có màu trắng với ba dải sọc đen: dải thứ nhất ở đầu và băng qua mắt, dải thứ hai nằm giữa thân và kéo dài xuống vây bụng, còn dải cuối cùng nằm sát thân sau và từ vây lưng mềm băng xuống vây hậu môn. Trán và mõm có màu trắng như thân. Tuy nhiên, vây đuôi của D. melanurus có màu đen nổi bật ở nửa ngoài, trong khi vây đuôi của D. aruanus màu trắng, trong mờ hoàn toàn, còn D. abudafur có thêm một đốm xám đen ở gốc vây đuôi.
Số gai ở vây lưng: 12; Số tia vây ở vây lưng: 12–13; Số gai ở vây hậu môn: 2; Số tia vây ở vây hậu môn: 12–13; Số gai ở vây bụng: 1; Số tia vây ở vây bụng: 5; Số tia vây ở vây ngực: 18–19; Số vảy đường bên: 15–19; Số lược mang: 23–27.

## Sinh thái học
Thức ăn của D. melanurus bao gồm tảo và các loài động vật phù du. Cá đực có tập tính bảo vệ và chăm sóc trứng; trứng có độ dính và bám vào nền tổ.